# Nationalisme méthodologique
Le nationalisme méthodologique est un biais cognitif en sciences sociales qui consiste à considérer de manière injustifiée l’État-nation comme central dans une analyse de la société. Le nationalisme méthodologique donne une importance disproportionnée, selon les cas, à l'Etat, ou au groupe national, ou au territoire national. Les causes du nationalisme méthodologique sont liées au contexte dans lequel la sociologie est apparue, à la fin du XIXème siècle, au moment de la formation des États-nations .

## Formes du nationalisme méthodologique
Le nationalisme méthodologique prend plusieurs formes : le stato-centrisme (biais qui accorde un rôle central à l'Etat), le groupisme (biais qui considère les groupes comme homogènes et nettement différents les uns des autres), le territorialisme (biais qui découpe le monde en espaces supposés homogènes délimités par des lignes nettes).
Le stato-centrisme est défini par la chercheuse en science politique Speranta Dumitru comme « l’inclination à accorder une prééminence injustifiée à l’État-nation ». Cette primauté dans l'analyse occulte la diversité des modes d'organisation politique existants ou possibles. Les sciences sociales sont souvent statocentristes.
Le groupisme est défini par le sociologue Rogers Brubaker (2002) comme « la tendance à considérer les groupes comme distincts, clairement différenciés, homogènes à l’intérieur et délimités à l’extérieur ». Des populations sont ainsi présentées comme des « groupes nationaux », des « groupes raciaux », des « groupes ethniques » ; les traits communs entre leurs membres sont exagérément soulignés. Les sciences sociales ont tendance à adopter une perspective groupiste.
Le territorialisme est un biais défini par John Agnew dans une étude intitulée "Le piège territorial. Les présupposés géographiques de la théorie des relations internationales". Il consiste à catégoriser toutes les pratiques sociales en fonction de territoires dans lesquels elles sont supposées prendre place ; les sciences sociales ont ainsi contribué à forger les catégories de « littérature japonaise », de « ski français » (le territoire étant alors national), ou de « cuisine asiatique », de « chanson africaine » (le territoire est alors régional).
Les sciences sociales ont tendance à adopter la même perspective que celle de l'État, à « voir comme un État ».

## Causes du nationalisme méthodologique
Les études qui mettent en cause un nationalisme méthodologique dans les sciences sociales en attribuent la cause au contexte dans lequel s'est élaborée la sociologie , à la fin du XIXe siècle, à une époque contemporaine de l'apparition des États-nations. Les chiffres utilisés par les sociologues proviennent des services de l'État. Les études tendent à sélectionner des sujets portant sur des territoires nationaux parce que les statistiques produites par les différents États ne sont pas toujours comparables (elles sont fondées sur des catégories différentes selon chaque État).

## Critique du paradigme de la réduction d'une société à l'espace de l'État-nation
Cette conception implicite de la société entretenue au sein des sciences sociales est critiquée par la théorie sociale depuis les années 1970, notamment par les spécialistes de la mondialisation, comme l'anthropologue Arjun Appadurai.
La sociologie est née comme discipline au XIXe siècle, à l'époque de l'affirmation de l'État-nation. C'est pourquoi la société nationale apparaissait alors comme la référence conceptuelle la plus pertinente pour penser les liens sociaux. Cependant, le processus de mondialisation augmente et multiplie les liens sociaux hors du territoire national. Étant donné que c'est le lien social qui fait la société, l'adéquation du concept de société à l'échelle de l'État-nation est de moins en moins pertinente.

### France
En France, cette problématique a été explorée par le sociologue François Dubet dans Le Travail des sociétés, par le géographe Jacques Lévy,, ainsi que par la politiste Speranta Dumitru,

### Québec (Canada)
Selon les juristes québécois Frédéric Bérard et Jean Leclair, le nationalisme méthodologique au Québec correspondrait à une vision de la nation excessivement attachée aux frontières du Québec, à telle enseigne que les intérêts des minorités francophones hors Québec sont vus comme étant diamétralement opposés à ceux du Québec. Cette idéologie nationaliste aurait tendance à construire des mythes autour de la Charte canadienne des droits et libertés et à pourfendre le contrôle de la constitutionnalité des lois provinciales par les juges québécois nommés par le gouvernement canadien,.

## Alternatives au nationalisme méthodologique
Les principales réflexions pour tenter de dépasser le nationalisme méthodologique sont issues des travaux d'Ulrich Beck sur le cosmopolitisme,. Ulrich Beck affirme que la nation n'est qu'une des dimensions de l'identité collective, qui n'est pas plus pertinente que d'autres pour aborder la question des différences et des groupes sociaux au sein de l'humanité.
Le travail de Peter Singer sur la famine a été donné en exemple pour aller vers une justice sans nationalisme méthodologique, qui envisage toutes les possibilités de combattre les inégalités dans le monde, et non pas seulement les possibilités qui requièrent l'action de l'État. Peter Singer écrit : « s’il est dans notre pouvoir d’empêcher qu’un mal advienne, sans sacrifier quelque chose d’une importance morale comparable, alors nous devons le faire » ; ainsi chacun est responsable du combat contre l'injustice, non pas seulement l'État, mais aussi les individus, les associations, etc..
John Urry a également dédié l'ouvrage Sociology beyond Societies à la recherche d'alternatives au paradigme de la société nationale en sociologie. Il propose que la sociologie mette en avant les concepts de mobilités, réseaux et flux comme paradigmes du lien social dans le monde globalisé.
Les travaux de Saskia Sassen sur les villes globales échappent au nationalisme méthodologique en adoptant la perspective du transnationalisme.
La théorie des réseaux offre également des outils méthodologiques et conceptuels permettant de dépasser le nationalisme méthodologique.